# 309
Évszázadok: 3. század – 4. század – 5. század
Évtizedek: 250-es évek – 260-as évek – 270-es évek – 280-as évek – 290-es évek – 300-as évek – 310-es évek – 320-as évek – 330-as évek – 340-es évek – 350-es évek
Évek: 304 – 305 – 306 – 307 –  308 – 309 – 310 – 311 – 312 – 313 – 314

## Események

### Római Birodalom
- Rómában Maxentiust és fiát, Valerius Romulust, keleten Liciniust és Constantinust választják consulnak, nyugaton nem választanak új consult (post consulatum Diocletiani Augusti et Maximiani Augusti).
- Maxentius császár elfogatja és száműzi Rómából I. Marcellus pápát. Marcellus röviddel később meghal. Utóda Eusebius, aki hozzá hasonló szigorú álláspontot követ a lapsik (azon keresztények, akik Diocletianus keresztényüldözése során megtagadták hitüket) ügyében. Az egyház mérsékeltebb szárnya Heracliust választja ellenpápának, aki bocsánatot követel a számukra. A két frakció között összecsapásokra is sor kerül, mire Maxentius mindkét vezetőt száműzi. Eusebius szicíliai száműzetésében meghal.
- Maxentius praetoriánus prefektusa, Gaius Ceionius Rufius Volusianus Észak-Afrikában legyőzi a trónkövetelő Domitius Alexandert.
- Meghal Maxentius 14 éves fia (és consultársa), Valerius Romulus.
- Galerius császár kivágattatja a Pelso tó (Balaton) körüli erdőt és fölös vizét levezetteti a Dunába.

### Perzsia
- Meghal II. Hurmuz, a Szászánida Birodalom nagykirálya; utóda legidősebb fia, Adur Narsak. Röviddel később egy palotaforradalomban őt megölik, egyik öccsét megvakítják, a másikat pedig bebörtönzik (ő később a rómaiakhoz szökik). A felkelők II. Hurmuz még meg nem született fiát, II. Sápurt választják uralkodóul, aki negyven nappal apja halálát követően jön a világra.

## Születések
- II. Sápur, szászánida király

## Halálozások
- I. Marcellus pápa
- Eusebius pápa
- II. Hurmuz szászánida király
- Adur Narsak, szászánida király
- Marcus Valerius Romulus, Maxentius császár fia

## Fordítás
- Ez a szócikk részben vagy egészben  a(z)   309 című angol Wikipédia-szócikk ezen változatának fordításán alapul.  Az eredeti cikk szerkesztőit annak laptörténete sorolja fel. Ez a jelzés csupán a megfogalmazás eredetét és a szerzői jogokat jelzi, nem szolgál a cikkben szereplő információk forrásmegjelöléseként.